# Kristin Hayter

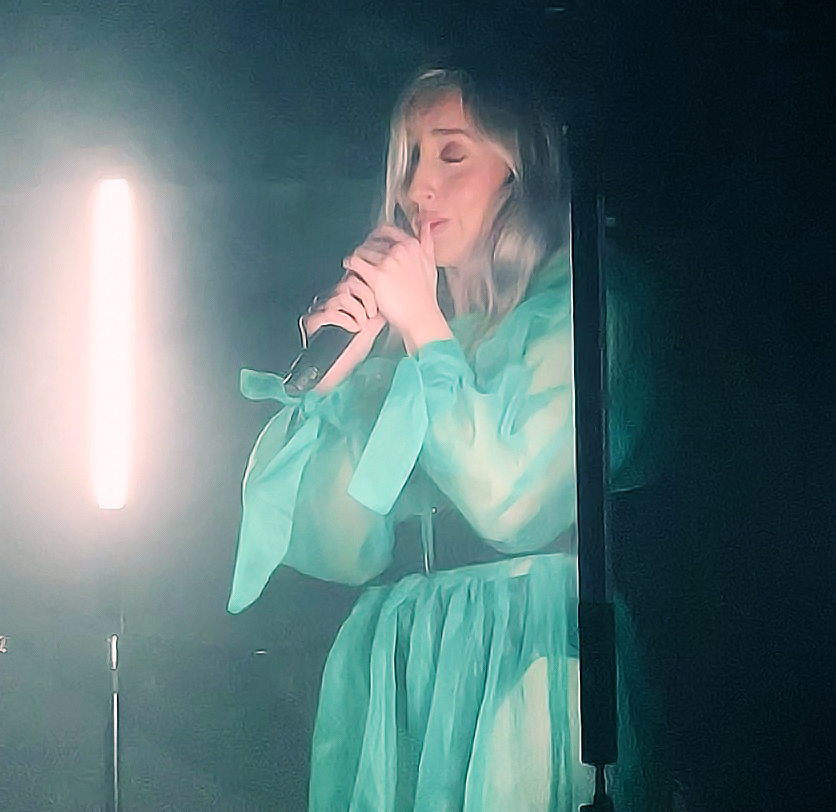
Lingua Ignota (2022)

Kristin Hayter (* 17. Juni 1986 in Del Mar, Kalifornien) ist eine US-amerikanische Musikerin, die als Lingua Ignota (Eigenschreibweise LINGUA IGNOTA) bekannt wurde. Die klassisch ausgebildete Sängerin und Pianistin verknüpft Genres wie Metal, Noise, Folk und Power Electronics mit typischen Merkmalen liturgischer Musik und verarbeitet mit opernhaftem sowie gutturalem Gesang persönliche Erfahrungen als Opfer sexueller Gewalt und emotionalen Missbrauchs. Ihre Musik bezeichnet sie selbst als „survivor anthems“. Bislang veröffentlichte sie fünf Studioalben, zuletzt 2023 SAVED! Seit 2023 tritt sie unter dem neuen Künstlernamen Reverend Kristin Michael Hayter in Erscheinung.

## Leben

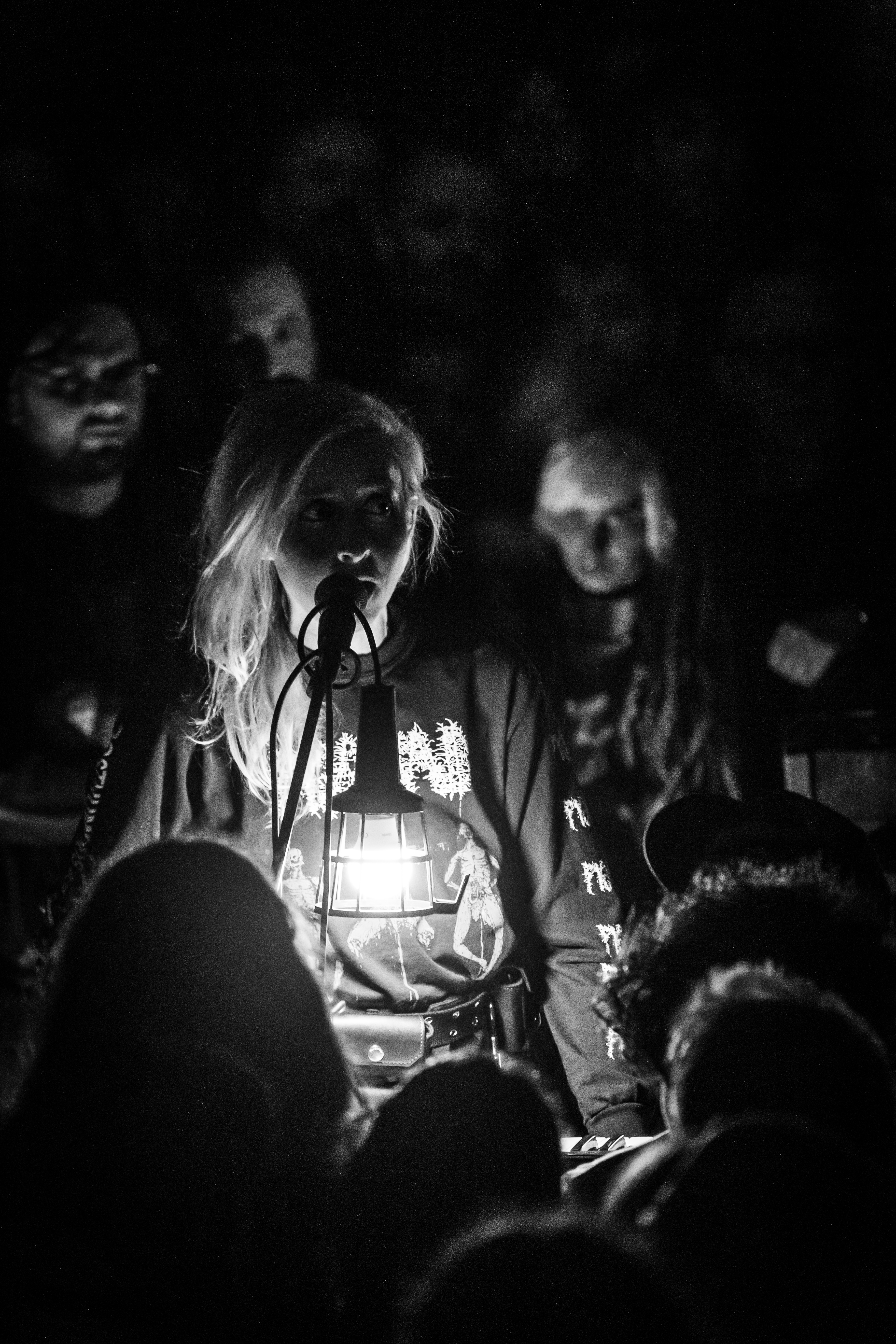
Lingua Ignota auf dem Roadburn Festival (2019)

Kristin Hayter kam 1986 in Südkalifornien zur Welt und wuchs in einem katholischen Haushalt auf. Sie besuchte zunächst eine christliche Privatschule und wechselte in der sechsten Klasse in das öffentliche Schulsystem. Als sie acht Jahre alt war, entdeckte ein Lehrer ihr natürliches Vibrato und sie wurde Solistin und Kantorin im örtlichen Kirchenchor, mit dem sie wöchentlich auftrat. Ab der sechsten Klasse erhielt sie klassischen Gesangs- und Klavierunterricht. Nachdem sie eine Faszination für Kurt Cobain und seine Band Nirvana entwickelt hatte, fühlte sich die soziale Außenseiterin während ihrer Teenagerjahre zunehmend als Atheistin, begann in Garagenbands zu singen und entschied sich gegen eine Laufbahn in der klassischen Musik.
Nach dem Highschool-Abschluss absolvierte Hayter ein interdisziplinäres Studium am Art Institute of Chicago. In ihrer Bachelorarbeit mit dem Titel Architect and Vapour beschäftigte sie sich auf lyrische Weise mit der Essstörung Anorexia nervosa, an der sie selbst zehn Jahre lang gelitten hatte, und dekonstruierte dafür Johann Sebastian Bachs Das Wohltemperierte Klavier. An der Brown University in Providence, Rhode Island, erwarb sie 2016 mit einem Literaturstudium den Titel Master of Fine Arts. Ihre Abschlussarbeit Burn Everything Trust No One Kill Yourself (stilisiert in Großbuchstaben), die als Basis ihres musikalischen Schaffens dient, befasst sich mit den Themen Misogynie und Gewalt gegen Frauen. Dazu sammelte Hayter innerhalb der extremen Metal-Szene Liedtexte, Internetkommentare und andere Beiträge, die Frauenfeindlichkeit mythologisieren, vermischte sie mit persönlichen Erfahrungen und analysierte das Material mithilfe einer Markow-Kette. Auf diese Weise entstand ein – ihrem Körpergewicht entsprechend – 10.000 Seiten umfassendes Manuskript inklusive Videos und 13 eigener Songs. Mit dem multimedialen Kunstwerk wollte sie in eigenen Worten etwas „Gewaltiges, Unlesbares und Erschreckendes“ schaffen.
Hayter hatte mehrere Beziehungen zu gewalttätigen Männern. Die längste davon dauerte fünf Jahre und endete mit der Verhaftung ihres Partners wegen Missbrauchs (Assault). Im Dezember 2021 beschuldigte sie Alexis Marshall, Frontmann und Sänger der erfolgreichen Noise-Rockband Daughters, via Twitter, sie während ihrer zweijährigen Beziehung sowohl psychisch als auch physisch und sexuell misshandelt zu haben. In Folge einer Verletzung, die er ihr zugefügt haben soll, musste sie sich einer Rückenoperation unterziehen.

## Karriere

### Erste Veröffentlichungen

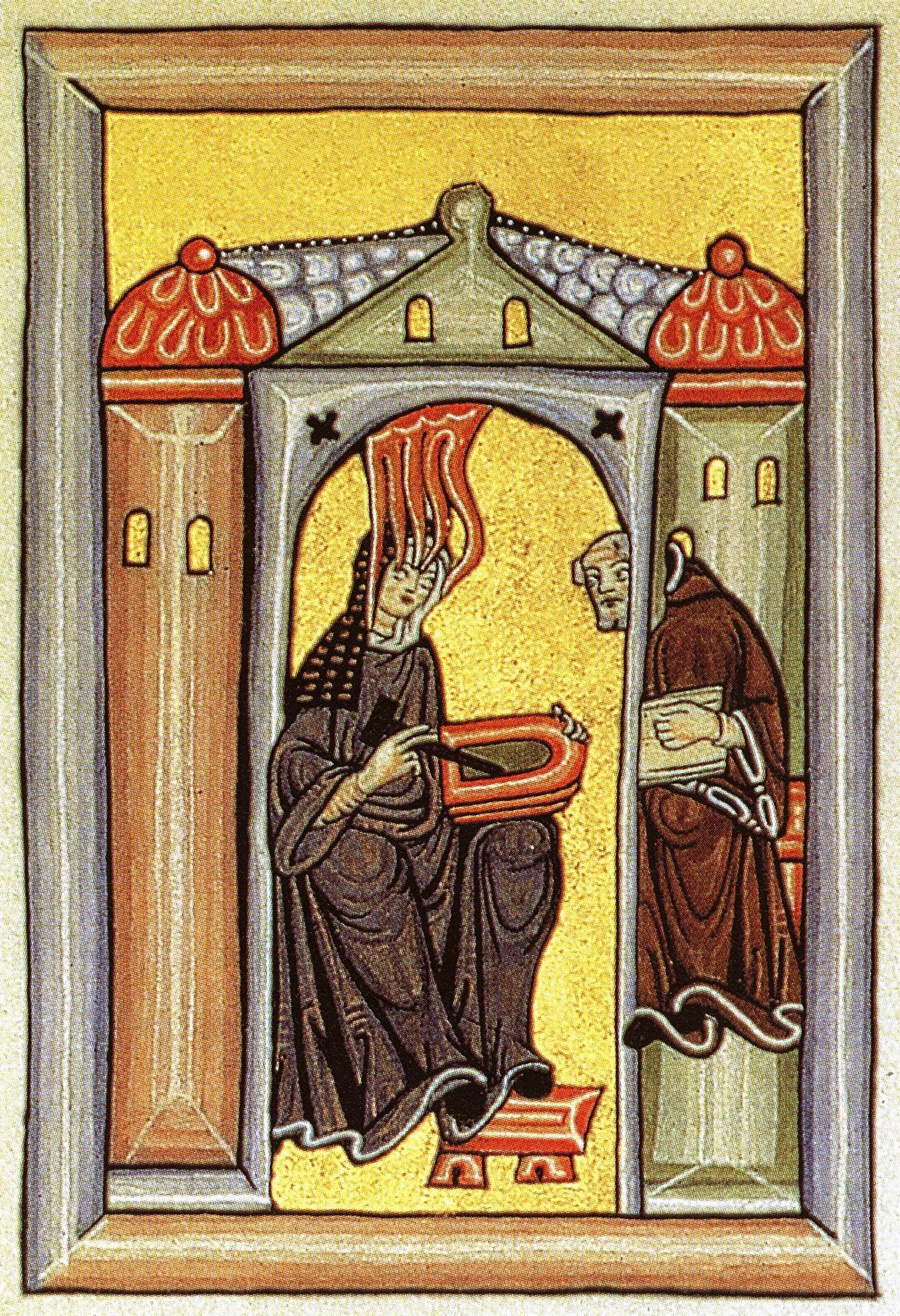
Ikonografische Darstellung der Hildegard von Bingen, Schöpferin der Lingua ignota

Nachdem sie bereits auf der Highschool begonnen hatte, sich für musikalische Extreme zu interessieren, lebte sich Hayter während ihres Studiums in der Noise-Szene von Providence ein. Sie machte sich die parallel zu ihrer akademischen Laufbahn erlernten Produktionstechniken zunutze und nahm im DIY-Geist erste Stücke auf. Einer ihrer ersten Auftritte vor Publikum erfolgte im Rahmen der Präsentation ihrer Masterarbeit, bei der sie in einem weißen Kleid auf einem weißen Keyboard spielte. Auf dem Boden lag zerknülltes Papier, während auf einer Leinwand hinter ihr Videomaterial der Serienmörderin Aileen Wuornos abwechselnd mit Pina Bauschs Choreografie zu Strawinskys Le Sacre du printemps abgespielt wurde.
Nach dem Studium trat Hayter erstmals unter dem Künstlernamen Lingua Ignota in Erscheinung. Ihr Pseudonym geht auf die gleichnamige mittelalterliche Kunstsprache der christlichen Mystikerin Hildegard von Bingen zurück. Am Valentinstag 2017 veröffentlichte sie via Bandcamp ihr erstes Album Let the Evil of His Own Lips Cover Him. Die Verkaufserlöse gingen zu 100 Prozent an eine Non-Profit-Organisation, die sich gegen häusliche Gewalt engagiert. Vier Monate später brachte sie mit All Bitches Die ihr zweites Album heraus und konkretisierte darauf die inhaltliche Ausrichtung von Lingua Ignota:

“I was thinking about what it means to be a survivor and the different roles that you have to embody as a victim. ALL BITCHES DIE is about the dichotomy of victim-slash-monster, and using tropes commonly used in harsh noise and metal and subverting them.”

„Ich dachte darüber nach, was es bedeutet, Überlebende (von Missbrauch, Anm.) zu sein, und an die Rollen, die man als Opfer zu verkörpern hat. ALL BITCHES DIE befasst sich mit der Dichotomie von Opfer/Monster und der Verwendung von in rauem Noise und Metal gebräuchlicher Tropen sowie deren Subversion.“

### Plattenvertrag undCaligula
Infolge erster Konzertauftritte verbreitete sich die Musik von Lingua Ignota mithilfe von Mundpropaganda. Ein Freund übermittelte All Bitches Die an das Label Profound Lore Records, das unter anderem namhafte Metal-Bands wie Agalloch oder Leviathan verlegt. Nachdem sie einen Plattenvertrag unterschrieben hatte, machte sie sich mit der Wiederveröffentlichung ihres zweiten Albums 2018 in der Szene einen Namen. Aufgrund ihrer Vergangenheit als Missbrauchsopfer legte Hayter von Anfang an Wert darauf, nur mit Musikern zu arbeiten, die auf keine Weise den in der Noise- und Metal-Szene weitverbreiteten misogynen Klischees entsprechen. Vor diesem Hintergrund freundete sie sich mit dem Duo The Body an und unterstützte es bei drei Tracks auf dessen Album I Have Fought Against It, but I Can’t Any Longer.
Um ihr bevorstehendes drittes Album zu bewerben, tourte Lingua Ignota im April 2019 erstmals durch Europa und trat dabei unter anderem in Berlin, auf dem Donaufestival und auf dem Roadburn Festival auf. Im Juli darauf erschien bei Profound Lore ihr erstes im Studio aufgenommenes Album Caligula, das sich lose am Leben des römischen Kaisers orientiert. Das Werk mit dem zentralen Motiv Rache greift Themen wie untergehende Systeme, Gewalt, Korruption und Dekadenz auf und verarbeitet Hayters Zeit in Providence sowie den erfahrenen Missbrauch. Musikalische Unterstützung erhielt die Künstlerin, die sich den Schriftzug CALIGULA über den Brustkorb tätowieren ließ, von Schlagzeuger Lee Bouford (The Body) und den Sängern Dylan Walker (Full of Hell) und Michael Berdan (Uniform). Das Album wurde über die Metal-Szene hinaus positiv aufgenommen und brachte Lingua Ignota einen weiteren Bekanntheitsschub. Die für Pitchfork schreibende Jenn Pelly bezeichnete Caligula als „mörderisches Amalgam aus Oper, Metal und Noise, das ihre klassische Ausbildung nutze wie ein Trojanisches Pferd, um die Misogynie zur Asche ihrer christlich-jüdischen Wurzeln niederzubrennen“.

### Sinner Get Ready
2020 veröffentlichte Lingua Ignota mehrere Singles, darunter Coverversionen von Dolly Partons Country-Ballade Jolene oder Eminems Horrorcore-Mörderfantasie Kim. Während der COVID-19-Pandemie zog Hayter nach Pennsylvania und arbeitete gemeinsam mit dem Produzenten Seth Manchester an ihrem vierten Studioalbum Sinner Get Ready. Bei ihrem Aufenthalt im „Keystone State“ ließ sie sich unter anderem von der Musik der Appalachen und der Amish inspirieren und kaufte in Antiquitätenhandlungen Instrumente wie Banjo und Cello, die sie sich anschließend selbst beibrachte und in die Aufnahme integrierte. Bei der Entstehung des Albums recherchierte Hayter zu Televangelisten wie Jimmy Swaggart und besuchte Orte wie die in Folge eines Kohlebrandes unbewohnbar gewordene Bergbaustadt Centralia. Sinner Get Ready, dessen Titel auf einem Spiritual ähnlichen Namens beruht, erschien im August 2021 beim Independent-Label Sargent House und wurde von Publikationen wie Kerrang!, Metal Hammer, Mojo, Pitchfork und Slant Magazine durchweg positiv bewertet. Das Album blieb eine Woche auf Platz 14 der Emerging-Artists-Charts und erhielt die seltene Höchstnote zehn von YouTube-Kritiker Anthony Fantano.
Das Metal-Magazin Decibel widmete der Künstlerin das Titelbild seiner September-Ausgabe.

### Reverend Kristin Michael Hayter
2022 stellte Hayter erstmals ein Ende des Musikprojekts Lingua Ignota in Aussicht. Im August 2023 kündigte sie ein neues Album an und gab bekannt, künftig unter dem Künstlernamen Reverend Kristin Michael Hayter auftreten zu wollen. Als Vorbote des neuen Projekts veröffentlichte sie die Single All of My Friends Are Going to Hell. Ihr erstes Album unter dem neuen Pseudonym, SAVED!, erschien im folgenden Oktober und enthält neben Eigenkompositionen Interpretationen US-amerikanischer Folk- und Gospelsongs wie I Know His Blood Can Make Me Whole und Precious Lord, Take My Hand.

## Stil

### Musik und Gesang
Die Musik von Lingua Ignota wird zumeist den Genres Experimental Metal und Noise zugeordnet. Sie vermischt diese mit Einflüssen mittelalterlicher bis barocker Komponisten und stilistischen Elementen von Folk, Industrial und Power Electronics. Seit der Highschool bezieht sie Inspiration von sehr unterschiedlichen Künstlern, darunter Jazzmusiker wie Ornette Coleman und John Zorn oder Grindcore-Bands wie Cattle Decapitation oder The Locust. Das Ergebnis erinnert an Gruppen wie Swans oder Godflesh. Die Kategorisierung als Black Metal lehnt Hayter ab, da typische Merkmale des Genres wie Lo-Fi-Produktion, Blastbeats oder Tremolo-Picking in ihrer Musik, wenn überhaupt, nur sehr sparsam zum Einsatz kommen. Auch Riffs spielen etwa im Gegensatz zu orchestralen Streicharrangements keine Rolle.
Wichtigstes musikalisches Charakteristikum Lingua Ignotas ist Kristin Hayters ambivalenter Gesang, den laut.de als „Wechselspiel aus engelsgleichem Gesang und dämonischem Gebrüll“ beschreibt. Unabhängig von der Instrumentierung variiert die Sopranistin zwischen klassischer Opernstimme auf der einen und gutturalem Gesang auf der anderen Seite. Während es beim klassischen Gesang üblich ist, nahtlos zwischen Kopf- und Bruststimme zu wechseln, sucht Hayter jenen Punkt zwischen den beiden Registern, an dem ihre Stimme bricht. Indem sie ihre Kompositionen um diesen Punkt aufbaut, bewegt sie sich schnell zwischen den Registern und erzeugt damit das destabilisierende Gefühl der Mehrstimmigkeit. So wirke ihre Stimme wie im Zustand ständigen Flusses, dynamisch und unvollkommen, in den Worten der Sängerin, „sich selbst alchemisierend“. Diese bewusste Manipulation der Stimme dauert oft nur eine halbe Phrase lang an und umfasst Gesangstechniken wie Belting, Growling und Screaming. Anders als viele Metal-Sänger setzt sie dabei nicht auf eine besondere Atemtechnik, weshalb sie laut eigenen Angaben regelmäßig die Stimme verliert. Die ungewöhnliche Art des Singens ruft bei Musikzeitschriften Vergleiche mit der Avantgarde-Künstlerin Diamanda Galás oder „Maria Callas in der Hölle“ hervor.

### Inhalte
Textlich und konzeptuell verarbeitet Lingua Ignota ihre Lebenserfahrungen als Opfer sexualisierter Gewalt und emotionalen Missbrauchs. Dabei nutzt sie ihren musikalischen Rahmen und das Spiel mit der eigenen Stimme für eine ambige Darbietung, bei der sie sowohl in die Rolle des Opfers als auch in jene des Täters schlüpft. Anfangs unsicher darüber, wie ihr Werk von anderen Missbrauchsopfern angenommen werden würde, sieht sie in ihrem unkonventionellen Weg der Traumabewältigung einen Teil der Wirkung:

“Not ascribing to traditional models of healing such as gentleness and self-love has allowed me to be very raw and aggressive in my recounting of abuse through art. I think that’s the part of it that maybe touches other survivors: mine isn’t the way we’re accustomed to addressing such things.”

„Mich nicht traditionellen Heilungsmodellen wie Güte und Selbstliebe zu verschreiben, hat mir erlaubt, sehr roh und aggressiv bei meiner Nacherzählung von Missbrauch durch Kunst zu sein. Ich denke, das ist der Teil, der vielleicht andere Überlebende berührt: Mein Weg ist nicht der, den wir gewohnt sind, solche Dinge anzusprechen.“

Auf ihrer akademischen Laufbahn aufbauend, versucht Kristin Hayter, bestehenden phallozentrischen Content „radikal zu rekontextualisieren“. Laut eigener Aussage standen zu Beginn des Lingua-Ignota-Projekts „technologisch vermittelte Pornogrind-Texte“, gemischt mit Medien persönlicher Missbrauchserfahrungen. Das Resultat nennt sie „eine unangenehme Stimme, ein zorniges und galliges Wesen“, das sie mittels Überzeugung und Authentizität zu ihrer eigenen Stimme machen wolle. Wichtigstes Ziel sei die Infragestellung zivilisierter Weiblichkeit sowie der üblichen Umgangsformen mit dem Überleben von Missbrauch. Tabuisierte Gefühle wie Wut und Verzweiflung sollen zum Ausdruck gebracht werden. Rache ist ein häufiges Motiv ihrer Stücke, die sie selbst „survivor anthems“ nennt. So heißt es etwa im Titeltrack ihres zweiten Albums All Bitches Die (All Bitches Die Here) aus dem Jahr 2017 „He beat me till my teeth were scattered / Like pearls across the red, red ground“ und „You can’t run, I’ll find you / I’ll bind your feet to hell and drag you down… I’ll snap your legs in two“.
Die Einflüsse auf Lingua Ignotas Texte sind vielfältig. Neben Schriftstellern und Konzeptkünstlern wie Urs Allemann, Samuel Beckett oder Kenneth Goldsmith nennt sie vor allem die römisch-katholische Ikonografie, Liturgie und die Dichotomie Gut gegen Böse, wie sie auch bei ihren körpernahen, ritualähnlichen Live-Auftritten zum Ausdruck kommen, als Inspiration. Wie tief ihr Literaturverständnis reicht, zeigt sich etwa im Titel I Am the Beast, in dem sie die Zeile „All I want is boundless love“ von Frank O’Hara mit den Worten „All I know is violence“ interpoliert. Für das Album All Bitches Die ließ sie sich von der Studie über Opfergewalt When Battered Women Kill der Autorin Angela Browne inspirieren.

## Diskografie
Studioalben
- 2017: Let the Evil of His Own Lips Cover Him
- 2017: All Bitches Die
- 2018: All Bitches Die (Neuveröffentlichung)
- 2019: Caligula
- 2021: Sinner Get Ready
- 2023: SAVED! (als Reverend Kristin Michael Hayter)

EPs
- 2019: Commissioned (Split mit The Rita)
- 2021: Agnus Dei
- 2021: The Heart of Man
- 2021: Epistolary Grieving for Jimmy Swaggart

Singles
- 2020: Above Us Only Sky
- 2020: O Ruthless Great Divine Director
- 2020: Jolene (Dolly-Parton-Cover)
- 2020: Wicked Game (Chris-Isaak-Cover)
- 2020: Kim (Eminem-Cover)
- 2023: All of My Friends Are Going to Hell (als Reverend Kristin Michael Hayter)

Gastbeiträge
- 2018: Can Carry No Weight, Nothing Stirs, An Urn und Sickly Heart of Sand (mit The Body)
- 2019: Armory of Obsidian Glass (mit Full of Hell)
- 2019: Fourteen Frames (mit Street Sects)
- 2021: House of Lull . House of When (mit Alexis Marshall)[22]